# 朱劭天
朱劭天（1917年11月2日—2010年10月16号），山西岢岚人，中国共产党干部，於1961年到1965年担任武汉大学党委书记。

## 简历
- 铁道部财务局局长
- 武汉大学党委第一书记
- 华南工学院党委书记、广东工学院革委会主任
- 广东省外办副主任
- 广东省人大常委，1989年离休。

## 注
1. ↑  历任领导 的存檔，存档日期2013-06-27.

| 前任： 刘仰峤 | 武汉大学党委书记 1961年1月－1965年4月 | 繼任： 庄果 |